# Dubravka Ugrešić
Dubravka Ugrešić, född 27 mars 1949 i Kutina, Kroatien, död 17 mars 2023 i Amsterdam, Nederländerna, var en kroatisk författare och litteraturhistoriker. Ugrešić lämnade Kroatien 1993 och var därefter bosatt i Amsterdam. Kulturjournalisten Anneli Dufva ansåg i Sveriges Radio 2013 att Ugrešić borde tilldelas 2013 års nobelpris i litteratur med följande motivering:
| ”               | För att Ugrešić i sina romaner och essäer låter tiden, minnet och exilen, i fragment, likt fotoalbum, öppna en tankevärld präglad av ett Europa format både av sina krig och sina filosofer. Hon verkar som författare i en zon där klassisk bildning möter masskultur, öst möter väst och hon gör det med ett språk som både förmår att bära, och lever av, dessa motsatser. | „ |
| – Anneli Dufva. | |   |

### Romaner
- 1981 – Štefica Cvek u raljama života
- 1988 – Forsiranje romana-reke
- 1997 – Muzej bezuvjetne predaje (Den ovillkorliga kapitulationens museum, översättning:  Djordje Žarković, 2000)
- 2004 – Ministarstvo boli (Smärtans ministerium, översättning:  Djordje Žarković, 2005)
- 2008 – Baba Jaga je snijela jaje (Baba Jaga la ett ägg, översättning: Djordje Žarković, 2009)
- 2017 – Lisica (Räven, översättning: Djordje Žarković, 2019)

### Noveller
- 1978 – Poza za prozu
- 1983 – Život je bajka

### Essäer
- 1993 – Američki fikcionar
- 1995 – Kultura laži
- 2001 – Zabranjeno čitanje
- 2005 – Nikog nema doma
- 2010 – Napad na minibar
- 2014 – Europa u sepiji
- 2015 – Karaoke kultura

### Barnböcker
- 1971 – Mali plamen
- 1976 – Filip i Srećica
- 1988 – Kućni duhovi

### Övrigt
- 1980 – Nova ruska proza (antologi)